# Karim Cissé
Pour les articles homonymes, voir Cissé.
Karim Cissé né le 14 novembre 2004 à Conakry en Guinée, est un footballeur international guinéen qui évolue au poste de milieu offensif à l'AS Saint-Étienne.

## Biographie

### En club
Né à Conakry en Guinée, Karim Cissé commence le football dans son pays natal, à l'AS Aborra et l'Académie Falcao avant d'être formé en France. Il joue notamment pour le Lyon Croix Rousse et Lyon-La Duchère avant de rejoindre en 2020 l'AS Saint-Étienne, où il poursuit sa formation. Il atteint l'équipe réserve du club avant de signer son premier contrat professionnel le 1er juillet 2023,. 
Il joue son premier match en professionnel le 5 août 2023 à l'occasion de la première journée de la saison 2023-2024 de Ligue 2 face au Grenoble Foot 38. Il entre en jeu à la place de Lamine Fomba et son équipe s'incline par un but à zéro.
Dans les dernières heures du mercato estival 2024, Karim Cissé est prêté par l'ASSE au FC Annecy pour la durée d'une saison.

### En sélection
En septembre 2020, Karim Cissé est appelé pour la première fois avec l'équipe nationale de Guinée par le sélectionneur Kaba Diawara. Le 13 octobre 2023, Cissé honore sa première sélection face à la Guinée-Bissau. Il entre en jeu et contribue à la victoire de son équipe en délivrant une passe décisive pour Morgan Guilavogui sur le seul but de la partie. 
Le 23 décembre 2023, il est retenu dans la liste des vingt-cinq joueurs guinéens sélectionnés par Kaba Diawara pour disputer la Coupe d'Afrique des nations 2023.